# Ригони, Марко
Марко Ригони (итал. Marco Rigoni; 5 января 1980; Монтегротто-Терме, Италия) — итальянский футболист, полузащитник.

## Карьера

### Клубная
Воспитанник «Падовы» и «Ювентуса». За туринский клуб провёл всего один матч, после чего отдавался в аренду в «Равенну» и «Читтаделлу». С лета 2003 по лето 2006 года выступал за «Триестину». Летом 2006 года перешёл в «Тернану», при этом сразу был отдан в аренду на сезон в «Пескару», по возвращении из аренды отыграл за клуб из Терни ещё два сезона. Летом 2009 года подписал контракт с «Новарой». Летом 2012 года арендован клубом «Кьево», а ещё спустя полгода — «Дженоа».

### В сборной
В 1998 году принял участие в 8 матчах и забил 1 мяч за юношеские сборные Италии до 17 и до 18 лет.